# ريتشموند هيل (أونتاريو)
ريتشموند هيل، أونتاريو (بالإنجليزية: Richmond Hill)‏ هي مدينة كندية تقع في مقاطعة أونتاريو. تبلغ مساحة هذه المدينة 100.8917 (كم²)، ويبلغ عدد سكانها 162704 نسمة حسب إحصاء سنة 2006 م، بينما كان يسكنها 132030 نسمة في سنة 2001 م. تحتل هذه المدينة المرتبة رقم 28 بين مدن كندا حسب عدد السكان والمرتبة رقم 13 في المقاطعة. نما عدد السكان في هذه المدينة بنسبة (23.2) بين العامين المذكورين.

## معرض صور

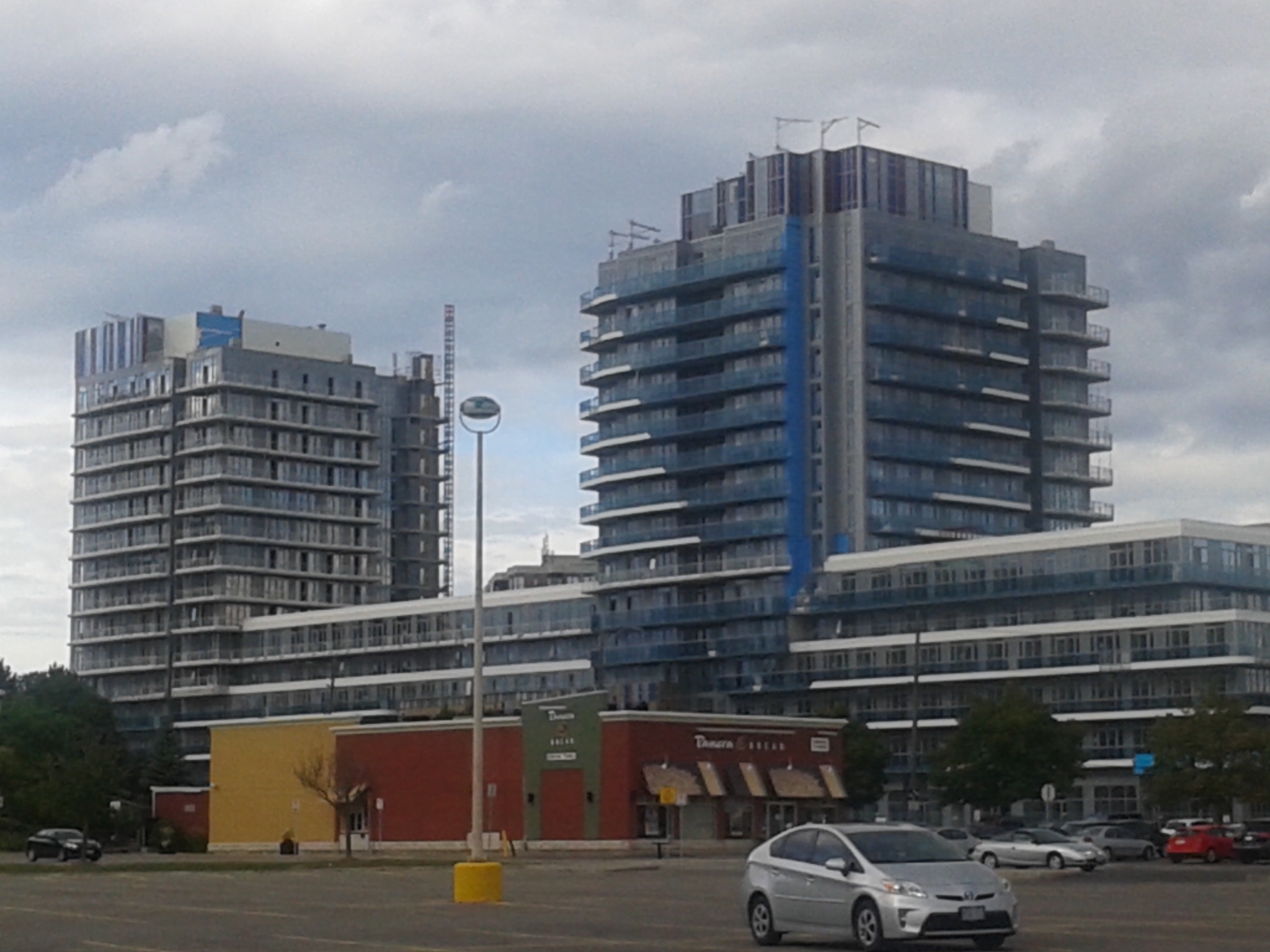
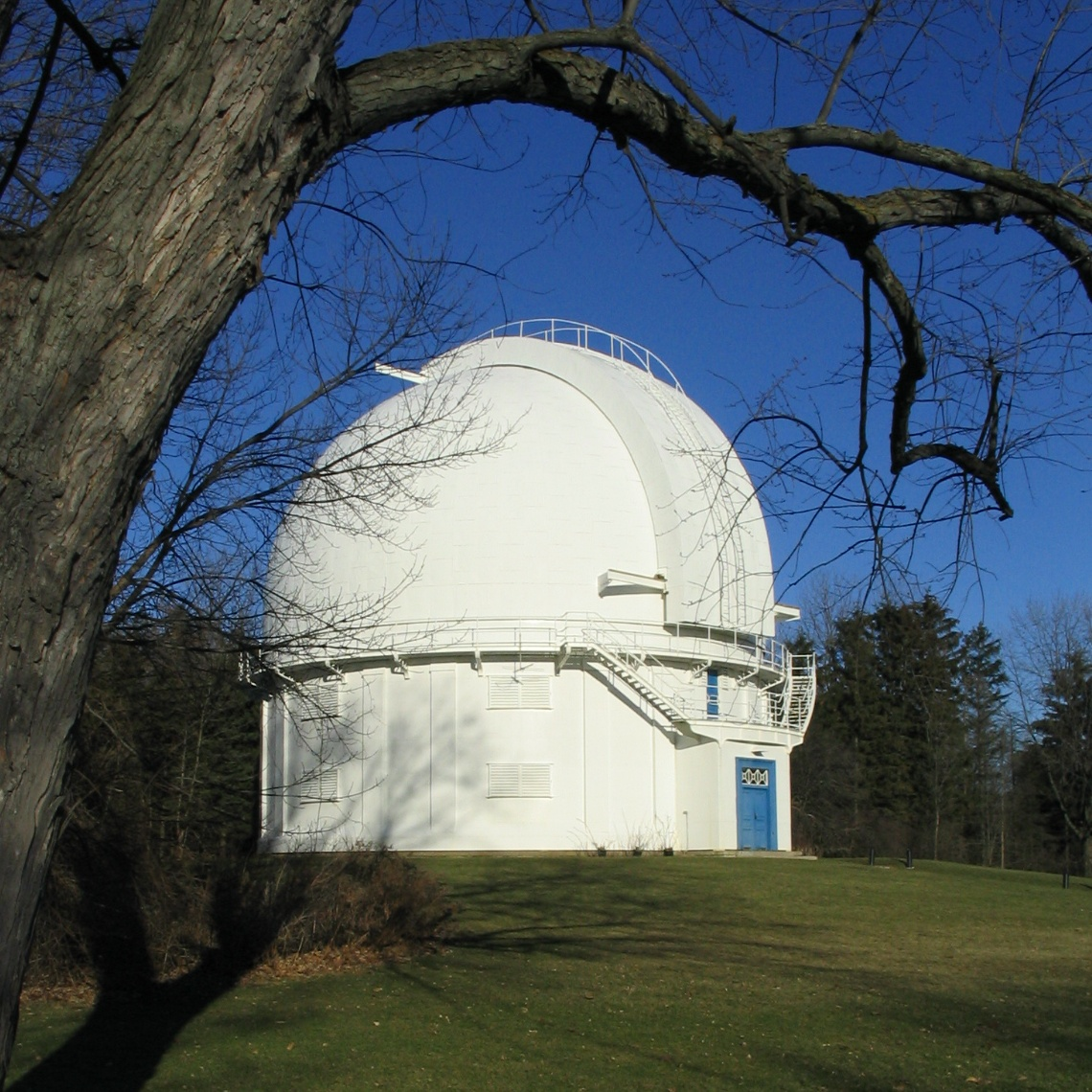
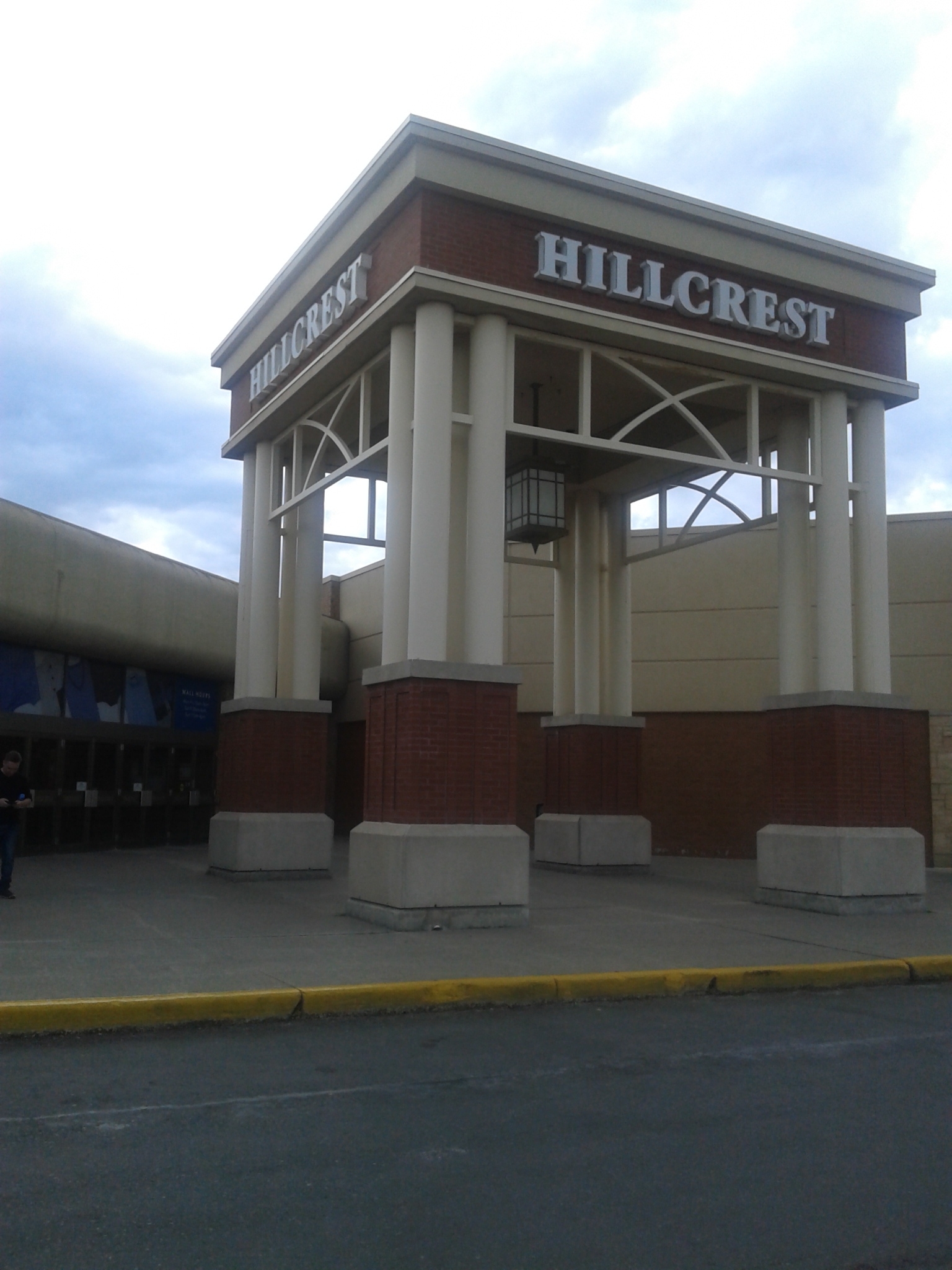

## أعلام
- جيليان فيراري
- إيتاليا ريتشي
- بوب وول
- كيم ريتشاردسون
- كاسي كامبل
- هيلين سوير هوغ
- آدا ماكنزي
- آرشي ميتشيل

## وصلات خارجية
- الأطلس الحكومي لكندا
- إحصاءات كندا مع ساعة تعداد السكان